# Isole Ratak
Le isole Ratak sono uno dei due arcipelaghi che compongono le Isole Marshall.

## Storia
Le Ratak furono colonizzate dai micronesiani probabilmente dopo il 1000 a.C. Alcune di esse vennero poi scoperte nel 1526 dal capitano spagnolo Alonso de Salazar e raggiunte circa tre anni dopo anche da Álvaro de Saavedra. Le isole, alcune delle quali all'epoca erano regni locali indipendenti, caddero in seguito sotto la sovranità spagnola. Una società tedesca, la Compagnia della Nuova Guinea, si insediò nelle Ralik verso il 1859, e il 22 ottobre 1885 il Secondo Reich acquistò tutte le Marshall dalla Spagna. La compagnia amministrò le isole ancora fino al 13 settembre 1886, quando l'area divenne prima un protettorato del Reich e in seguito, nel 1906, entrò a far parte della Nuova Guinea tedesca.
Durante la prima guerra mondiale, nell'ottobre 1914, l'area fu occupata dal Giappone, che ne ottenne anche l'amministrazione ufficiale per mandato della Società delle Nazioni alla Conferenza di Versailles (1919). Nella seconda guerra mondiale l'arcipelago fu utilizzato come base militare giapponese, finché gli Stati Uniti conquistarono a loro volta la regione nel 1944. In seguito alla conquista, le isole caddero sotto la sovranità americana. Nel 1947 le Marshall, insieme alle Caroline, furono costituite dall'ONU in Amministrazione fiduciaria delle isole del Pacifico retta dagli stessi Stati Uniti. Nel maggio 1979 si costituì ufficialmente il governo delle Isole Marshall, come forma di autonomia locale. Il 21 ottobre 1986 il paese ottenne l'indipendenza.